# Нижнеарметово
Нижнеарметово (баш. Түбәнге Әрмет) (исторические варианты написания — Нижне-Арметово, Нижнее Арметово) — село в Ишимбайском районе Республики Башкортостан Российской Федерации. Административный центр Арметовского сельсовета.

## География
Село находится по берегам реки Малой Арметки.

### Географическое положение
Расстояние до:
- районного центра (Ишимбай): 46 км,
- ближайшей ж/д станции (Стерлитамак): 45 км.

### Уличная сеть
- Базарная,
- Гиззатуллина,
- Каран,
- Речная,
- Тугая,
- Школьная.

## История
В XVIII веке было 3 деревни под названием Арметово: Нижнеарметово, Староарметово, Верхнеарметово. Деревня Нижнеарметово ранее носила название Рахимибраево (первая фиксация названия — 1795 г.), по имени вотчинника деревни Арметово Мухаметрахима Ибраева, который в 1774 году стал одним из старшин волости. Его сыновья жили в деревни в 1816 году: 39-летний Мухамет (его дети Абдрахим, Абдрахман), 28-летний Абдулменмухамет (сын Альмухамет), 30-летний Габдулвагап, 25-летний Абдулла Рахимовы.
По V ревизии в ней проживали башкиры и тептяры: 151 человек в 26 домах, 20 дворов занимали 122 тептяря, из них 71 участвовал в восстании Пугачева. В 1834 г. в 52 дворах проживали 147 башкир-вотчинников и 169 припущенников из числа безземельных башкир и татар. По X ревизии в 150 дворах показано 400 башкир-асаба, 356 припущенников. К 1920 г. тептяри преобладали, поэтому деревня уже называлась тептярской: 1102 жителя и 227 домов.

## Население
| 2002 | 2009 | 2010 |
| ---- | ---- | ---- |
| 754  | ↘744 | ↘590 |

### Национальный и гендерный состав
Согласно результатам переписи 2002 года, в национальной структуре населения башкиры составляли 97 % от общей численности в 754 чел.., из них 372 мужчин, 382 женщины.

## Известные уроженцы
- Гиззатуллин, Ибрагим Газизуллович (1918—1992) — башкирский писатель.
- Зубайдуллин, Хисбулла Гумерович (1929—2001) — башкирский танцовщик, балетмейстер, педагог, народный артист БАССР (1969).
- Нагуманов, Дайлягай Сираевич (1922—1944) — советский офицер, танкист-ас, участник Великой Отечественной войны, Герой Советского Союза.

## Инфраструктура
Работают акушерский пункт, СДК, библиотека, ведомственная пожарная охрана, АТС, отделение «Почты России», фермерские хозяйства.

## Образование
- Нижнеарметовское ДОУ;
- МОБУ «СОШ села Нижнеарметово».

## Религия
В 2009 году открылась мечеть «Ихлас». Известно, что в 1839 году было две мечети.

## Транспорт
Автобусное сообщение с райцентром. Остановка общественного транспорта «Нижнеарметово» на автодороге регионального значения «Нижнеарметово — а/д Стерлитамак — Белорецк — Магнитогорск» (идентификационный номер 80 ОП МЗ 80Н-304).